# Billwerder Bucht
Die Billwerder Bucht ist ein Nebengewässer der Norderelbe in Hamburg-Rothenburgsort, das bei Stromkilometer 618 rechts von der Elbe abzweigt. Teile des Ostufers gehören zu Hamburg-Billbrook und Hamburg-Moorfleet.
Die Bucht stellt den ursprünglichen Verlauf der Elbe dar. Zwischen 1875 und 1879 wurde die Elbinsel Peute zur Begradigung der Elbe durchstochen und damit die neue Insel Kaltehofe von der Peute sowie die Billwerder Bucht von der Elbe abgetrennt.
Auf der Insel Kaltehofe zwischen Billwerder Bucht und Elbe befindet sich das 1893 erbaute Elbwasser-Filtrierwerk, heute das Museum Wasserkunst Elbinsel Kaltehofe.
Am Eingang der Billwerder Bucht liegt das 1965 errichtete Sperrwerk Billwerder Bucht. Das Sperrwerk ist normalerweise geöffnet und wird nur bei Sturmfluten geschlossen, es bietet eine Schutzhöhe von 7 m über NHN.
Am Nordufer der Billwerder Bucht befinden sich Anleger für Binnenschiffe, an denen bis 2006 auch die Flussschifferkirche lag. Im Osten der Bucht zweigt über die Schleuse Tiefstack der Tiefstackkanal ab, weiter südlich der tidenabhängige Moorfleeter Kanal, über den auch Industriekanal und Tidekanal mit der Elbe verbunden sind. Zwischen Tiefstackkanal und Moorfleeter Kanal liegt am Ufer das Heizkraftwerk Tiefstack, dieses Gebiet gehört zu Hamburg-Billbrook.
Der südliche Teil der Billwerder Bucht weitet sich zum Holzhafen, in dem einige kleine Bootsbauer und Reparaturbetriebe angesiedelt sind, die allerdings unter der zunehmenden Verlandung der Bucht leiden. Im äußersten Süden der Bucht liegt das Naturschutzgebiet Holzhafen.